# فریدا اینسکورت
فریدا اینسکورت (انگلیسی: Frieda Inescort؛ ۲۹ ژوئن ۱۹۰۱ – ۲۶ فوریهٔ ۱۹۷۶) یک هنرپیشه اهل بریتانیا بود. وی بین سال‌های ۱۹۳۵ تا ۱۹۶۱ میلادی فعالیت می‌کرد.
از فیلم‌ها یا برنامه‌های تلویزیونی که وی در آن نقش داشته است می‌توان به مکانی در آفتاب، مأموریت به مسکو، ماری ملکه اسکاتلند، غرور و تعصب، نامه و فرشته تاریکی اشاره کرد.